# Kelemen Zoltán (tornász)
Kelemen Zoltán (Budapest, 1958. október 4. –) olimpiai bronzérmes magyar tornász, edző.

## Pályafutása
Az 1980-as moszkvai olimpián a férfi csapat tagjaként összetettben bronzérmet szerzett. Sportolói pályafutását 1985-ben fejezte be. Jelenleg ő a Budapest Honvéd torna-szakosztályának vezetője